# Miss World

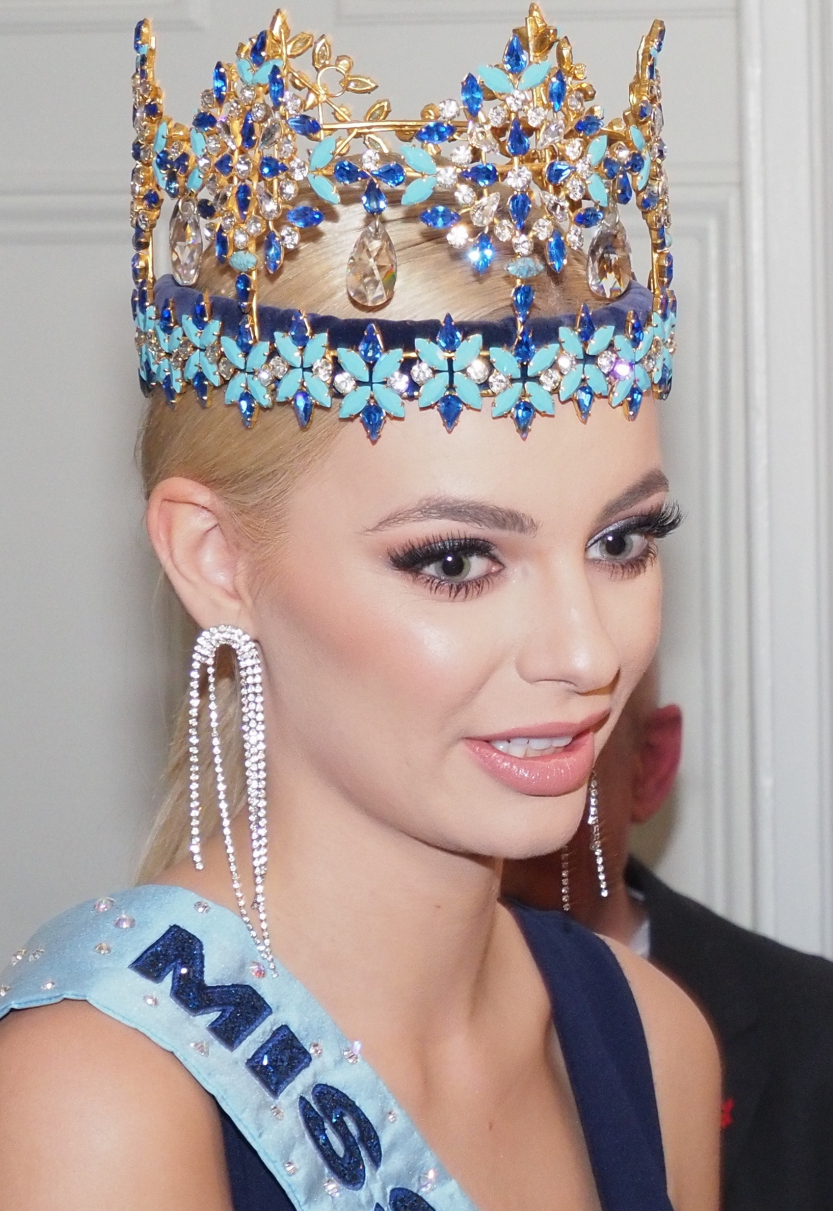
Miss World 2021 Karolina Bielawska

Miss World is een jaarlijkse schoonheidswedstrijd die voor het eerst werd gehouden in 1951. De Miss World-verkiezing was de eerste mondiale schoonheidswedstrijd ter wereld.
Sinds het begin van de twintigste eeuw kozen diverse landen hun nationale schoonheidskoninginnen en ook continentaal (Miss Europa, Miss Azië) werden er al verkiezingen gehouden. Het duurde tot 1951 eer de eerste wereldwijde missverkiezing gehouden werd. De verkiezing werd georganiseerd door de voorzitter van het Britse catering- en entertainmentbedrijf Mecca, Eric Morley. Inmiddels worden er jaarlijks meer dan 100 internationale schoonheidswedstrijden gehouden. De bekendste zijn Miss Universe (1952), Miss International (1960) & Miss Earth (2001).
Het karakter van de verkiezing veranderde in de loop der jaren. Zo waren er 26 deelneemsters in 1951, waarvan 21 uit Groot-Brittannië en vijf uit de rest van de wereld (Zweden, Denemarken, Frankrijk, Verenigde Staten en Nederland). Vanaf 1952 werd de huidige formule in gebruik genomen, waarbij elk land door één miss vertegenwoordigd mag worden. De verkiezing groeide van elf deelnemende landen in 1952 tot 112 deelnemende landen in 2023. Ook veranderde de aard van de verkiezing. Werd er in 1951 nog gezocht naar ‘het mooiste meisje in bikini’; in 2006 zocht de Miss World-organisatie naar een ‘United Nations goodwill ambassador die een sterk karakter, ambitieuze instelling, behoorlijke opleidingsgraad en representatief uiterlijk moet hebben’. Bikini’s en badpakken werden met ingang van 1999 verboden op het Miss World-podium.

## Locaties
Van 1951 tot 1989 werd de Miss World-verkiezing jaarlijks gehouden in de Britse hoofdstad Londen. Pas in 1989 werd voor het eerst uitgeweken naar het buitenland (Hongkong). Dit in navolging van de Amerikaanse Miss Universe-organisatie, die al sinds 1972 de verkiezingen soms ook buiten de eigen landsgrenzen liet plaatsvinden.
Na Hongkong (1989), werd de verkiezing in georganiseerd in: de USA (1991), Zuid-Afrika (1992-1995, 2001), India (1996), Seychellen (1997, 1998), Nigeria (2002), China (2003-2005) & Polen (2006).
De recente internationale verhuizingen van de Miss World-verkiezing hebben alles te maken met de al jaren tanende belangstelling voor missverkiezingen in het thuisland Groot-Brittannië. Belangstelling voor missverkiezingen is al decennia zeer groot in de beide Amerikaanse continenten en in het Verre Oosten. De populariteit en daaruit voortvloeiende belangstelling en medewerking van de bevolking maakt het erg gemakkelijk voor de organisatoren van Miss Earth (Filipijnen), Miss International (Japan) en Miss Universe (USA) om dicht bij huis grote shows te kunnen organiseren. Om sponsoren te vinden voor een missverkiezing is in het hedendaagse Europa een zeer moeilijke taak. Toch is het de familie Morley gelukt om, middels een slimme marketingstrategie en consequente modernisering van de verkiezing, van de Miss World-organisatie een goed florerend familiebedrijf te maken.

## Politiek
Politiek speelt in de wereld van missverkiezingen traditioneel een grote rol. Al vanaf de eerste Miss World-verkiezing (1951) kan het evenement op felle kritiek van feministen, religieuze groeperingen en minderheidsgroeperingen rekenen. Zij vinden de verkiezingen ouderwets, vrouwonvriendelijk, blasfemisch en discriminerend.
In tegenstelling tot andere organisaties heeft de Miss World-verkiezingen dergelijke sentimenten altijd serieus genomen. De feministische groeperingen behaalden in 1999 een klinkende overwinning toen Julia Morley, toenmalig vicevoorzitter van de Miss World-organisatie, badpakken en bikini’s voorgoed verbande van het Miss World-podium.
Hoewel blanke missen vaker de Miss World-titel hebben gewonnen dan gekleurde missen, heeft de Miss World-organisatie ook op dit vlak een diversere score dan haar zusterverkiezingen. Zo had de Miss World-verkiezing in 1963 al de eerste gekleurde winnares (Carol Joan Crawford, Jamaica); het kostte de andere verkiezingen aanzienlijk langer eer zij gekleurde missen op volle waarde wisten te schatten (Miss Universe: 1977, Miss Earth: 2002, Miss International: 2004). 13 van de 56 winnaressen zijn niet blank.

## Schandalen
De Miss World-verkiezing kent in haar geschiedenis meerdere schandalen.
- In 1962 en 1963 ontving de Miss World-organisatie veel dreigementen van diverse racistische groeperingen. De Nederlandse Catharina Lodders, Miss World 1962, verloofde zich in 1963 met de Afro-Amerikaanse zanger Chubby Checker. In datzelfde jaar werd Carol Joan Crawford de eerste zwarte miss die de Miss World kroon won. Veel hielp de kritiek niet. Catharina Lodders trouwde uiteindelijk haar donkere verloofde en reeds 3 jaar later won alweer een donkere miss de Miss World-kroon (Reita Faria uit India).
- Sinds 1959 werd de Miss World-verkiezing uitgezonden op tv. In 1970 werd de televisie-uitzending kort onderbroken nadat feministen de Royal Albert Hall waren binnengedrongen en meelbommen op het podium gooiden. De daders werden gearresteerd en nog diezelfde avond vrijgelaten.
- In maart 1974 werd de Amerikaanse Marjorie Wallace, na slechts drie maanden, ontslagen als Miss World 1973. De organisatie gaf als reden de losbandige leefstijl die Marjorie eropna hield. Er werd besloten geen nieuwe Miss World aan te duiden. De winnaressen van 1971 en 1972 namen haar taken waar tot de Miss World-verkiezing van 1974. De winnares van deze verkiezing, de Britse Helen Morgan, werd echter vier dagen na haar overwinning onttroond toen bekend werd dat zij moeder was. Een miss mag niet getrouwd zijn en geen kinderen hebben. Besloten werd om de nummer twee van 1974, de Zuid-Afrikaanse Anneline Kriel, tot Miss World te benoemen.
- In 1976 trokken 9 landen hun deelneemster aan de Miss World-verkiezing terug toen bekend werd dat Zuid-Afrika twee deelneemsters afvaardigde: een blanke miss (Miss South Africa) en een zwarte miss (Miss Africa South). De boycottende landen vonden dat de Miss World-organisatie hiermee stilzwijgend instemde met de apartheidspolitiek. Vanaf 1978 werd Zuid-Afrika uitgesloten van deelname; het zou tot 1991 duren eer het land weer welkom was bij de Miss World-verkiezing.
- In 1980 werd de Duitse Gabriella Brum al na één dag door de organisatie ontslagen nadat bekend werd dat ze naakt geposeerd had voor een weekblad. Haar jaloerse vriend, een twintig jaar oudere Zwitser, was niet blij met alle aandacht die zij kreeg en hij had gedreigd de foto’s in omloop te brengen. Nadat zij haar titel had opgegeven, werden Brums foto’s alsnog wereldwijd gepubliceerd. Nummer twee Kimberly Santos uit Guam werd de nieuwe Miss World 1980.
- In 1993 poseerden Miss Israël Tamara Porat en Miss Libanon Ghada Turk vriendschappelijk voor de fotografen. Een Libanese rechtbank veroordeelde Ghada Turk hierop voor ‘collaboreren met de vijand’ en zij werd voor een periode van vier maanden verbannen uit Libanon. Zij heeft deze vier maanden doorgebracht in Parijs.
- In 1996 werd de Miss World-verkiezing gehouden in Bangalore, India. Gedurende alle vier weken dat de Miss World-verkiezing haar tenten in de Zuid-Indiase stad had opgeslagen, was er sprake van een totale chaos. Orthodox islamitische en hindoeïstische groeperingen hielden felle protesten tegen de vrouwonvriendelijke ‘vleeskeuringen’. Enkele demonstranten dreigden zichzelf te verbranden. De organisatie besloot daarop het badpakkenfilmpje niet in India maar op de Seychellen op te nemen. De uiteindelijke show verliep zonder incidenten.
- In 1998 maakte Linor Abargil, de Israëlische winnares, bekend dat ze drie maanden voor de verkiezing was verkracht door een Israëlische reisagent in Milaan. Na haar overwinning besloot ze dit bekend te maken om zo een hart onder de riem van medeslachtoffers te steken. Haar verkrachter is opgepakt en tot 16 jaar gevangenisstraf veroordeeld.
- In 2002 zou de verkiezing plaatsvinden in Nigeria, maar er bestond veel verzet van vooral conservatieve moslims tegen het evenement. Nadat bovendien verscheidene Missen de zaak van de Nigeriaanse vrouw Amina Lawal (door een regionale, islamitische rechtbank veroordeeld tot dood door steniging, in verband met vermeend overspel) aan de kaak hadden gesteld en kritiek leverden op de sharia-wetgeving in Noord-Nigeria, keerden conservatieve moslims zich nog scherper tegen Miss World. Hierop verscheen in een christelijke Nigeriaanse krant een column waarin journaliste Isioma Daniel het opnam voor Miss World en schreef dat de islamitische profeet Mohammed waarschijnlijk best met een van de Missen had willen trouwen. Dit schoot bij sommige moslims in het verkeerde keelgat en van 20 tot 23 november waren er bloedige rellen in Kaduna, bekend geworden als de Miss World-rellen, waarbij zo'n 250 mensen omkwamen en 20 à 30.000 mensen ontheemd raakten. In de avond van 22 november besloot de Miss World-organisatie, die al drie weken in Abuja aan het voorbereiden was, de verkiezingen te verplaatsen naar Londen omdat men vreesde voor de veiligheid van de deelneemsters. Uiteindelijk werd Amina Lawal in 2003 vrijgesproken. De verkiezing werd uiteindelijk gewonnen door de Turkse Azra Akin. Azra was de tweede en tot nog toe laatste islamitische Miss World – de eerste was de Egyptische Antigone Constanda in 1954.
- In 2009 raakte Carmen Kool, Miss Nederland 2009, haar titel vroegtijdig kwijt omdat zij poseerde voor het erotisch getinte tijdschrift Playboy.

## Doelstellingen
In 1951 begon de Miss World-verkiezing als een pure amusementsshow. Toen in de jaren tachtig van de vorige eeuw de belangstelling voor de verkiezing in vrijwel de gehele Westerse wereld nihil was, werd besloten het doel van de Miss World-verkiezing de herdefiniëren. Een nieuwe filosofie werd ontwikkeld; deze werd kort samengevat in de nog altijd gebruikte slogan ‘Miss World, beauty with a purpose’. Voortaan telde niet alleen de schoonheid, maar tevens de intelligentie en persoonlijkheid even zwaar mee in het eindoordeel van de jury. Tevens moest een deel van de opbrengst van de verkiezing naar goede doelen gaan. Enkele van de stichtingen die daaruit voortgekomen zijn, zijn Operation Hunger en Miss World’s Children’s Charity. Sinds 1951 heeft de organisatie ruim 200 miljoen euro geschonken aan goede doelen. Sinds 1992 benoemen de Verenigde Naties de nieuwe Miss World ook tot "Goodwill Ambassador" voor het leven.

## België en Nederland
In België is het succes van missverkiezingen tanend. De eens zo populaire Miss België-verkiezing raakte in 2012 niet verder dan een kleine digitale zender. In Nederland heeft de interesse voor missverkiezingen, ondanks enkele grote successen, nooit sterk geleefd door een actieve en succesvolle lobby van feministen. Hoewel de nationale voorrondes vaak veel kijkers trokken, waren de kijkcijfers voor de internationale verkiezingen doorgaans erg laag.

### België
Nelly Elvire Dehem was in 1954 de eerste Belgische deelneemster bij de Miss World-verkiezingen. Eigenlijk zou België al in 1952 vertegenwoordigd zijn. Anne-Marie Pauwels weigerde echter gescheiden te worden van haar meegereisde vriend en werd zodoende uit de competitie gezet. België heeft nog nooit gewonnen, maar wel enkele halvefinalisten (HF) en een finaliste (F) voortgebracht: 
- 1962 – Christine Delit (F – 7de)
- 1981 – Dominique van Eeckhoudt (HF)
- 1983 – Françoise Bostoen (HF)
- 1994 – Ilse De Meulemeester (F - 6de)
- 1995 – Véronique De Kock (HF - 13e)
- 1996 – Laurence Borremans (HF)
- 2013 – Noémie Happart (HF - 19e)
- 2016 - Lenty Frans (Finale + Miss World Europe)
- 2018 - Angeline Flor Pua (HF - Top 30)
- 2023 - Kedist Deltour (HF - Top 40)

Ilse de Meulemeester is thans televisiepresentatrice bij VT4. Tijdens de Miss België-verkiezing werden haar kleren gestolen en vernietigd door een jaloerse medekandidate. Twee dagen voor de Miss World-verkiezing gleed zij uit tijdens een fotoshoot en werd het haar door dokters verboden nog mee te doen aan de verkiezing. Zij besloot toch deel te nemen en behaalde een fraaie zesde plaats.

### Nederland

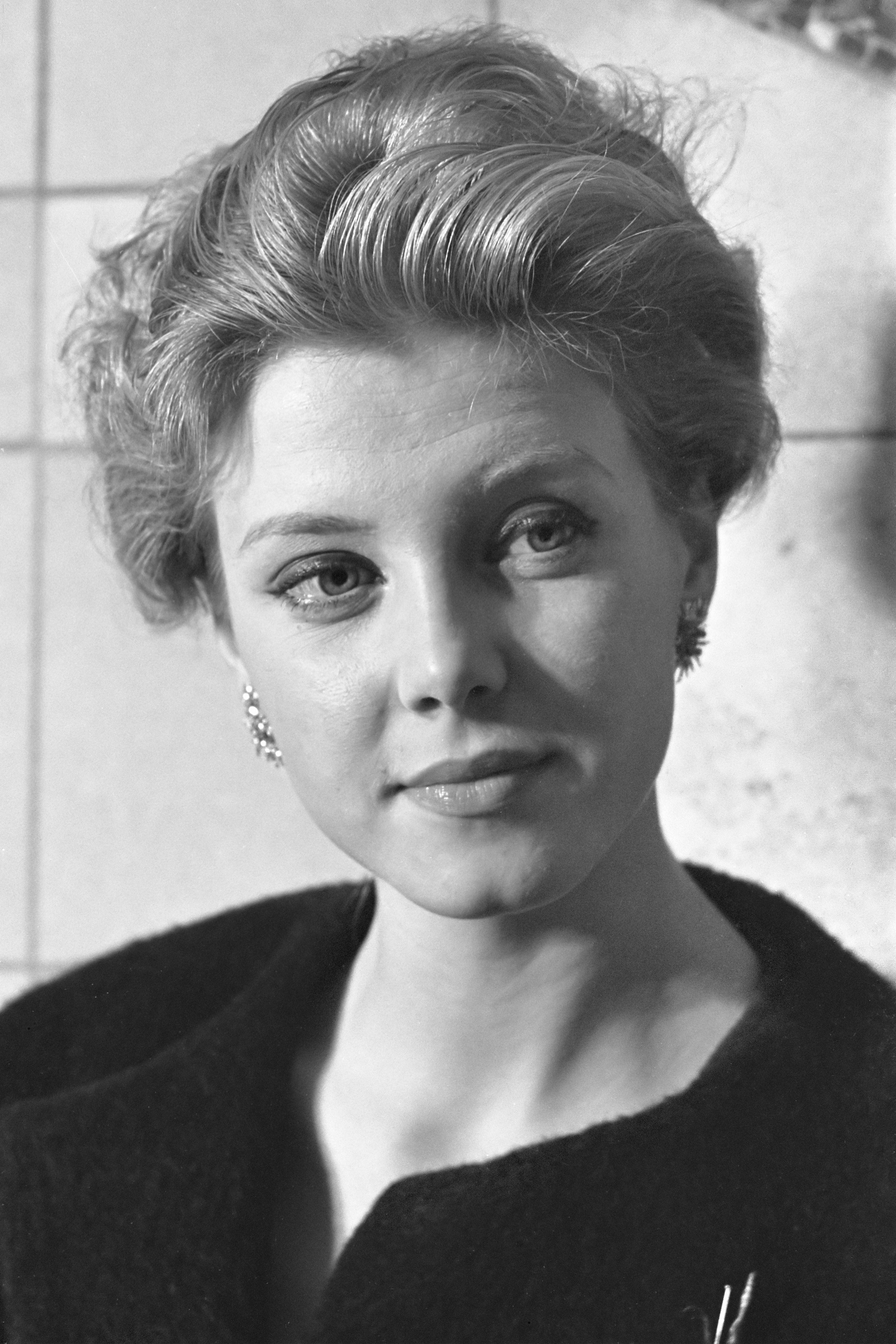
Rottschäffer (Miss World 1959)

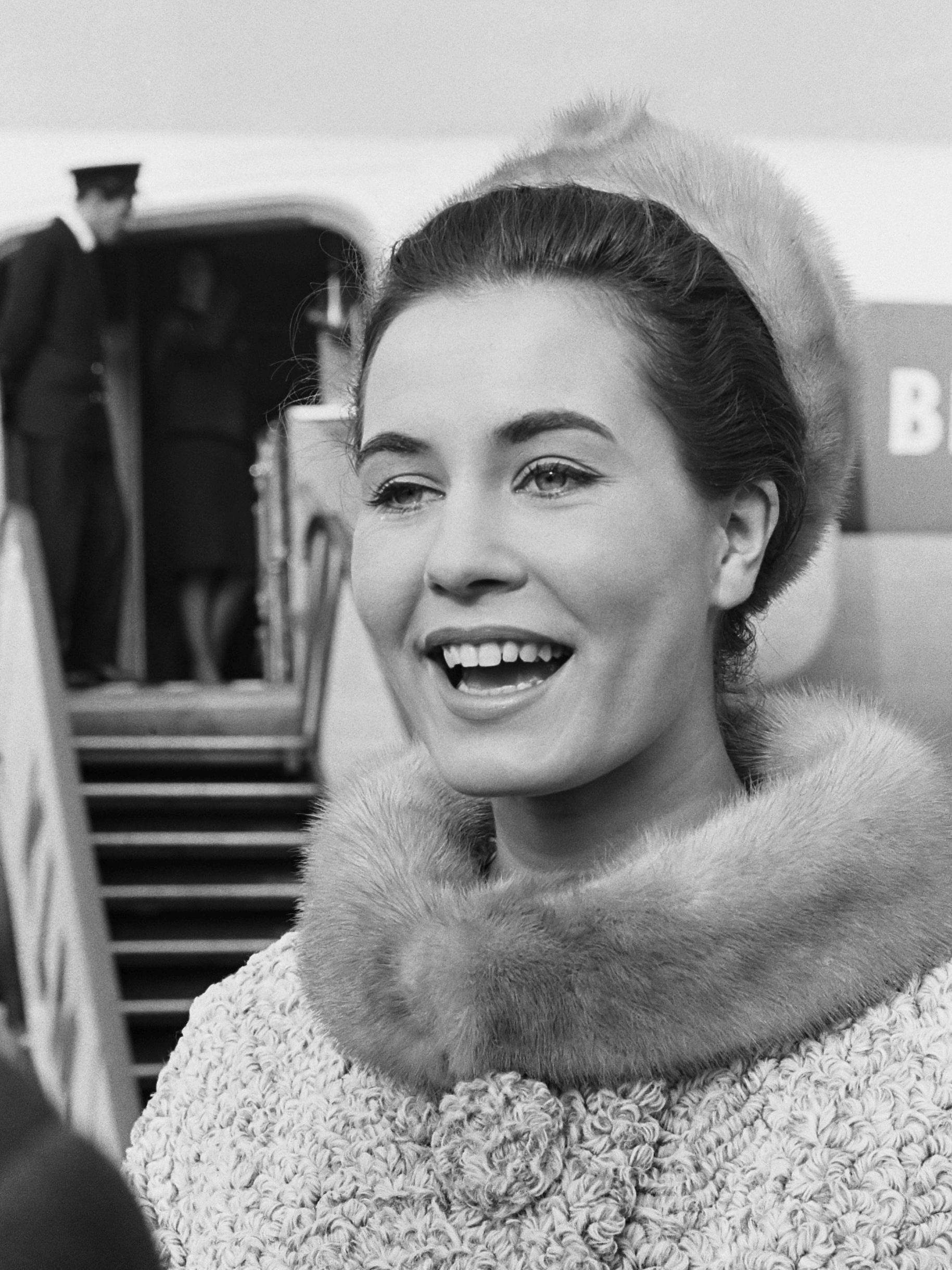
Rina Lodders (Miss World 1962)

Nederland doet mee sinds het begin (1951). Het land heeft twee keer gewonnen (1959 en 1962) en een aantal halvefinalisten (HF) en finalisten (F) voortgebracht: 
- 1958 – Luciënne Struve (F – 5de)
- 1959 – Corine Rottschäfer (Miss World)
- 1962 – Catharina Lodders (Miss World)
- 1973 – Anna Maria Groot (HF)
- 1976 – Stephanie Flatow (F – 6de)
- 1977 – Ineke Berends (F – 2de)
- 1983 – Nancy Lalleman Heynis (HF)
- 1984 – Nancy Neede (HF)
- 1987 – Angelique Cremers (HF)
- 1990 – Gabriëlle Stap (HF)
- 2002 – Elise Boulogne (HF)
- 2010 – Desirée van den Berg (HF)
- 2012 – Nathalie Den Dekker (HF - 13e)
- 2013 – Jacqueline Steenbeek (HF - 12e)
- 2014 - Tatjana Maul (Top 25)
- 2015 - Margot Hanekamp (Top 20)

Corine Rottschäfer was Miss Holland 1957. In 1957 werd zij tevens gekroond tot Miss Europa. In 1958 was zij een halvefinaliste bij de Miss Universe-verkiezing. Haar Miss World-overwinning leverde haar 4000 gulden contant, een auto en benzinebonnen voor 16.000 km op. Zij had geen geld om haar auto van Londen naar Amsterdam te transporteren; daarom verkocht zij de auto en benzinebonnen voor in totaal 6000 gulden. Kort voor de Miss World-verkiezing ontdekte Corine een brandgat in haar avondjurk. Tijdens de verkiezing droeg zij een jurk die Miss Israël haar geleend had. Corine leidde ’s lands eerste modellenbureau Corine’s Agency.
Rina Lodders was in 1962 al vierde geworden bij de Miss Europa-verkiezing en derde bij de Miss International-verkiezing. Kort voor Miss World 1962 kreeg zij een grote modellenopdracht in Hawaï en Venezuela aangeboden. Moe van de missverkiezingen en met grote aanbiedingen op zak in het door haar geambieerde modellenvak, besloot ze van deelname aan de Miss World-verkiezing af te zien. Haar vader vond echter dat het verdedigen van de Nederlandse eer belangrijker was dan de modellenopdrachten en haalde haar over tóch naar Londen af te reizen. Van dat besluit heeft Catharina nooit spijt gehad.
Tijdens een bezoek aan de Oktoberfesten van 1963, waar Catharina de Miss World-organisatie vertegenwoordigde, ontmoette zij de razend populaire Amerikaanse zanger Chubby Checker. Het stel werd smoorverliefd en trouwde een jaar later. Uit dat huwelijk zijn twee dochters en een zoon geboren. Rina Lodders meldt nog altijd zeer gelukkig te zijn met haar echtgenoot. Toch kreeg zij in 1983 een grote klap te verwerken, toen Chubby een buitenechtelijk kind verwekte. Zij heeft hem vergeven. Voor Catharina schreef Chubby het nummer Loddy Lo.
Ineke Berends en Nancy Neede waren in respectievelijk 1977 en 1984 tevens halvefinalisten bij de Miss Universe-verkiezing. Nancy Neede was de eerste donkere Nederlandse miss bij een Miss World-verkiezing. Ook in 1996 (Petra Hoost), 1997 (Sonja Silva), 2000 (Raja Moussaoui), 2001 (Irena Pantelic) en 2006 (Sheryl Baas) werd Nederland vertegenwoordigd door een allochtone miss.
In 2002 won Azra Akin, Miss Turkije, de Miss World-verkiezing. Azra (12 december 1982, Almelo) is geboren en opgegroeid in Nederland. Zij besloot zich in te schrijven voor de Miss Turkije-verkiezing, omdat zij meende daar meer kans te maken dan in de Nederlandse verkiezing.

## Korte feiten
- Hofleverancier van de Miss World-verkiezing zijn Venezuela (1955, 1981, 1984, 1991, 1995, 2011), India (1966, 1994, 1997, 1999, 2000) en het Verenigd Koninkrijk (1961, 1964, 1965, 1974, 1983) met elk 5 winnaressen. Ook IJsland (1985, 1988, 2005), Zweden (1951, 1952, 1977) en Jamaica (1963, 1976, 1993) presteren goed bij de Miss World-verkiezing. Nederland staat zevende in de lijst met de meeste Miss World-overwinningen.
- Kort na haar overwinning kondigde Miss World 1977, de Zweedse Mary Stavin, aan haar titel te willen inleveren omdat zij er geen zin in had. Tijdens dezelfde persconferentie meldde de nummer twee, de Nederlandse Ineke Berends, dat ze dolgraag de taken van Mary Stavin wilde overnemen omdat een jaar als Miss World haar het mooiste leek wat een vrouw kon overkomen. Wakker geschud door deze woorden besloot Mary Stavin nog tijdens de persconferentie de titel te behouden. Een jaar later bedankte zij Ineke Berends voor het zetje in de goede richting.
- Frankrijk (1953), Australië (1972), Venezuela (1981) en India (1994, 2000) wonnen alle in hetzelfde jaar zowel de Miss Universe- als de Miss World-kroon.
- Van de vier grote missverkiezingen (Miss World, Miss Universe, Miss Earth & Miss International) hebben enkel Miss World (Zweden (1951, 1952), het Verenigd Koninkrijk (1964, 1965) & India (1999, 2000) en Miss Universe (Venezuela 2008, 2009) tweemaal op rij een winnares uit hetzelfde land gekozen.
- Er zijn drie kandidaten die bij de Miss World-verkiezing niet tot de halve finales wisten door te dringen, maar vervolgens wel de Miss Universe-kroon in de wacht sleepten. Dit waren Georgina Rizk (Miss Universe 1971), Angela Visser (Miss Universe 1989) en Mpule Kwelagobe (Miss Universe 1999).
- Veel Miss World-deelneemsters zijn later bondgirls geworden:
  - Denise Perrier, Frankrijk 1953 – Diamonds are forever
  - Michelle Mok, Hongkong 1958 – Dr. No
  - Claudine Auger, Frankrijk 1958 – Thunderball
  - Eva Rüber-Staier, Oostenrijk 1969 – The spy who loved me, For your eyes only, Octopussy
  - Mary Stävin, Zweden 1977 – Octopussy, A view to kill
  - Carolyn Seaward, Verenigd Koninkrijk 1979 – Octopussy
  - Lou-Anne Ronchi, Australië 1984 – A view to kill
  - Ruddy Rodriguez, Venezuela 1985 – The living daylights
  - Michelle Yeoh, Maleisië 1983 – Tomorrow never dies
  - Halle Berry, USA 1986 – Die another day
- Sinds 2001 mag het publiek op afstand meebeslissen wie de nieuwe Miss World wordt. Sinds 2004 is de jury geheel afgeschaft en wordt Miss World volledig zo gekozen.
- Miss World 1951, Kerstin Haakonson uit Zweden, hield aan haar overwinning 2 gratis bikini’s en een armband ter waarde van 250 gulden over. Miss World 2006, de Tsjechische Tatjana Kucharova, ontving een appartement in Londen, juwelen ter waarde van 250.000 Britse pond, een jaar lang gratis vliegen met Air South Africa en British Airways, een jaar gratis make-up, een sportauto, een gratis acteercursus aan een toneelacademie in Londen en een cashbedrag van ruim 150.000 euro.

## Televisie
De Miss World-verkiezing wordt jaarlijks wereldwijd uitgezonden via onder andere ITV, Zee TV, TF1, RTL, Venevision en Star TV. In België zendt 2BE de verkiezing jaarlijks uit. In Nederland zonden Veronica (tot 1986), RTL 4 (1992-1993) en Filmnet (1993-1994) de verkiezing uit. Sinds 1995 wordt de verkiezing niet meer op de Nederlandse tv getoond.